# Yvonne Gérard
Yvonne Gérard, née le 12 mai 1902 à Dinant et morte le 20 mars 1992 à La Plante, est une illustratrice belge, professeure à l'Académie des Beaux-Arts de Namur et assistante à La Cambre, . 

## Formation
Yvonne Gérard entreprend la première partie de ses études à l'Académie des Beaux-Arts de Namur dont elle reçoit le Premier prix de peinture et la Médaille du gouvernement pour la gravure. Lors de sa formation, elle suit les cours donnés par Henry Bodart dont elle perpétua les techniques de gravure creuse,. 
Elle poursuit sa formation dans le cycle de cours « Illustration du livre » enseigné par Joris Minne à l’École nationale supérieure d'architecture et des arts visuels de La Cambre alors dirigée par Henry Van de Velde et dont elle est diplômée en juin 1932. Elle est plus tard la collaboratrice de Van de Velde au sein de l'école. 

## Carrière
Yvonne Gérard est enseignante en gravure à l'Académie des Beaux-Arts de Namur depuis 1935. Elle est également assistante du cours de « Gravure et illustration du livre » (1er janvier 1944 au 15 juillet 1967) et plus tard, avec l'appui de l'architecte Léon Stynen, elle est désignée professeure de ce même cours lors du remplacement de Serge Creuz (15 septembre 1966 au 31 octobre 1966) à La Cambre à Bruxelles.
Elle participe également aux discussions liées au changement de paradigmes de l'Académie des beaux arts de Namur vers des « humanités artistiques » théorisé par Georges Lambeau qui est alors directeur de l'école, en sollicitant la flexibilité des frontières qu'il pouvait y avoir entre les différentes disciplines.

## Œuvres
Au cours de sa carrière, cette artiste réalise une longue série d'œuvres pour lesquels elle emploie des techniques de gravure variées telles que celle à l'aquatinte, au moyen de pointe sèche ou encore sur un support en bois. 
Les œuvres de Yvonne Gérard ont une certaine notoriété, telle que son premier client est François Bovesse. Ci-dessous, est reprise une sélection parmi la liste de ses œuvres disponible sur la plateforme internet de la KBR.

## Expositions
- 1935: Section gravure à Bruxelles[1]
- 1937: Paris[1]
- 1939: New-York[1]
- 1946: Section gravure à Paris et Prague[1]
- 1950: Quadriennale de Liège et membre du jury[1]
- 1952: Exposition d'art monumental au Palais des beaux-arts de Bruxelles[1]

## Récompense
- 1954: Palmes d'or de l'Ordre de la Couronne[1]